# Englon SC5-RV

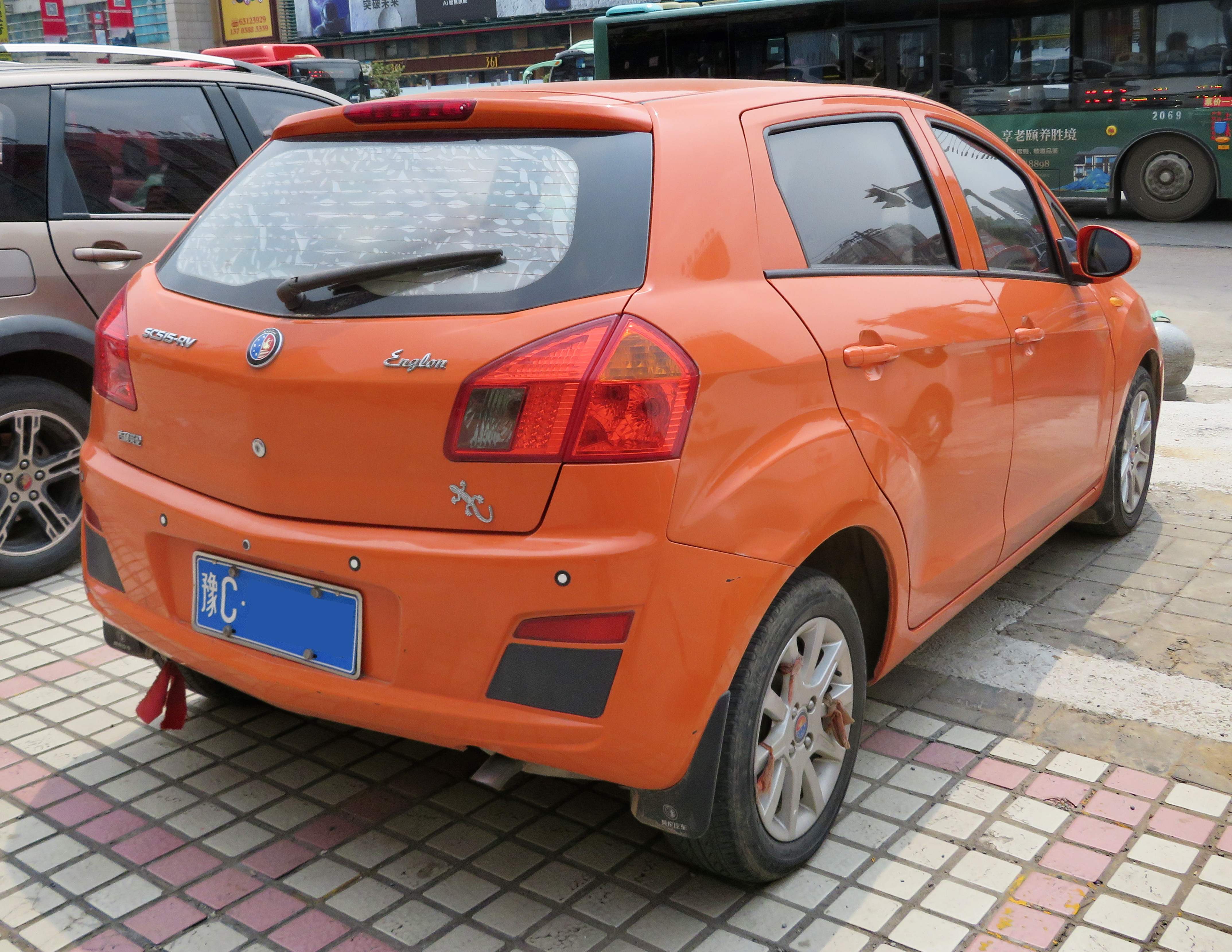
Вид сзади

Englon SC5-RV — субкомпактный хетчбэк китайской компании Geely Automobile, серийно выпускавшийся с 2011 по 2015 год.

## Описание
Автомобиль Englon SC5-RV впервые был представлен в 2010 году на Auto Shanghai. Его цена составляла от 52300 до 56300 юаней.
В 2013 году автомобиль прошёл краш-тест на 5 звёзд. Также автомобиль прошёл рестайлинг переднего и заднего бамперов, в том числе ДХО. На базе SC5 также выпускались кроссовер Englon SX5 и седан Gleagle GC5.
С 5 августа 2016 года на базе Englon SC5-RV выпускается электромобиль Kandi K17A EV.

## Двигатели
| Индекс        | Модель двигателя | Объём    | Клапаны/ГРМ | Мощность при об/мин     | Крутящий момент при об/мин | Примечания  | Годы производства |
| ------------- | ---------------- | -------- | ----------- | ----------------------- | -------------------------- | ----------- | ----------------- |
| Бензиновые Р4 |                  |          |             |                         |                            |             |                   |
| 1,3i          |                  | 1342 см³ | 16/SOHC     | 86 л. с. (63 кВт)/6000  | 110 Нм/5200                |             |                   |
| 1,5i          | MR479QA          | 1498 см³ | 16/SOHC     | 94 л. с. (69 кВт)/6000  | 128 Нм/3400                |             | 2010—2015         |
| 1,5i          | MR479QA          | 1498 см³ | 16/SOHC     | 106 л. с. (79 кВт)/6200 | 128 Нм/3400                | Для Украины |                   |

## Галерея

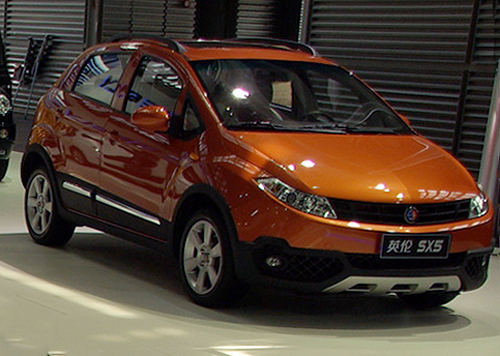
Englon SX5
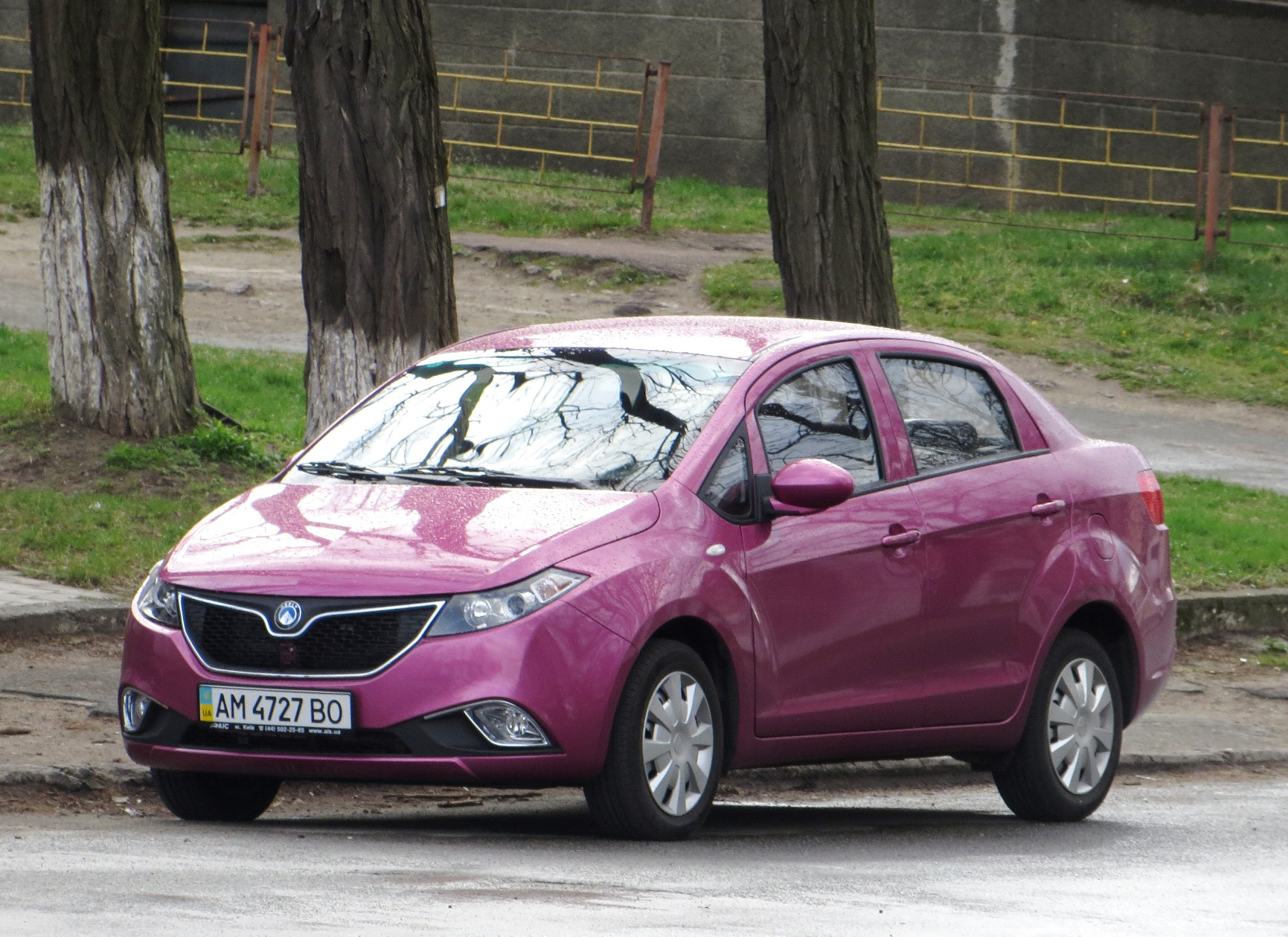
Gleagle GC5
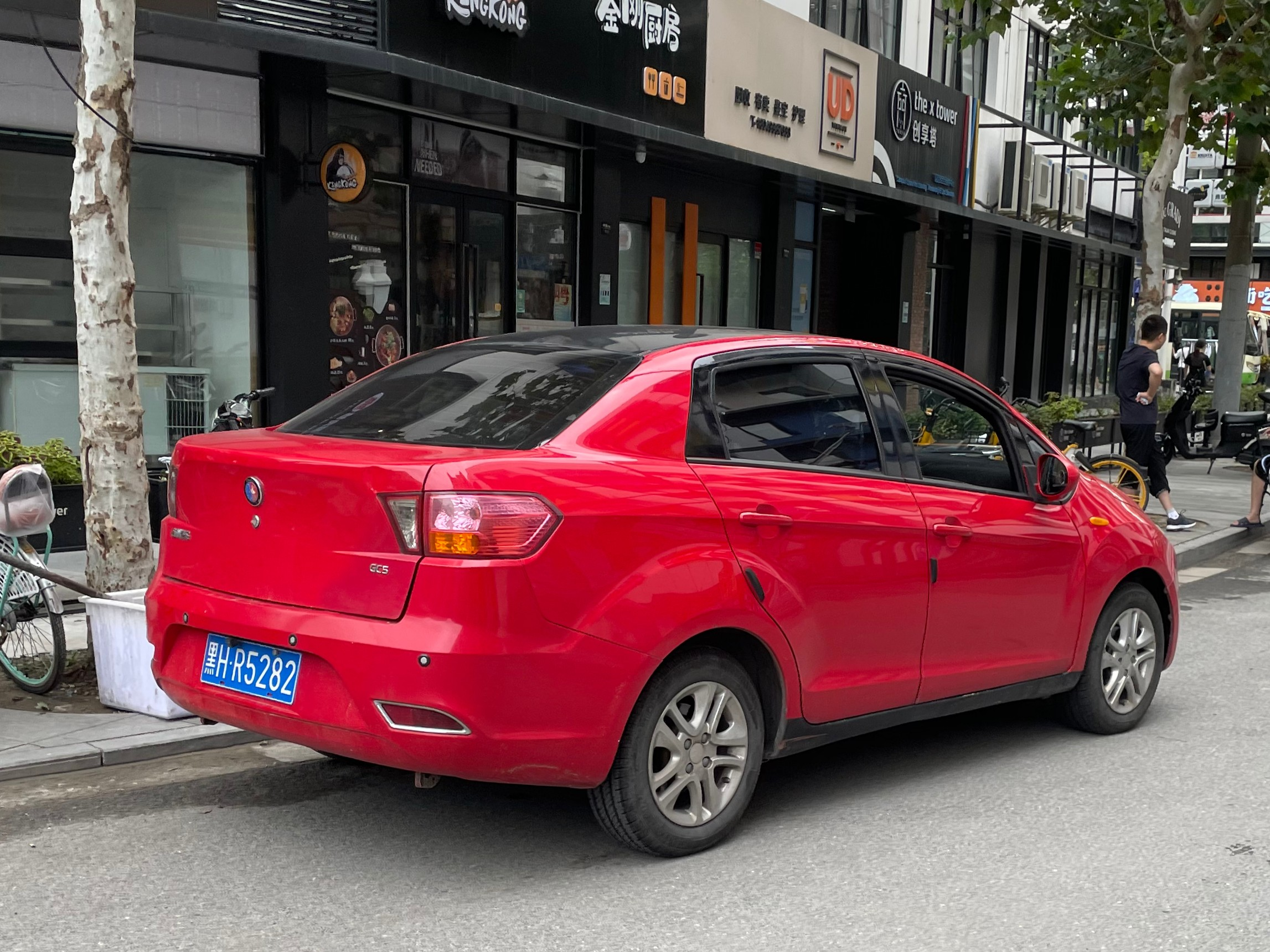
Вид сзади
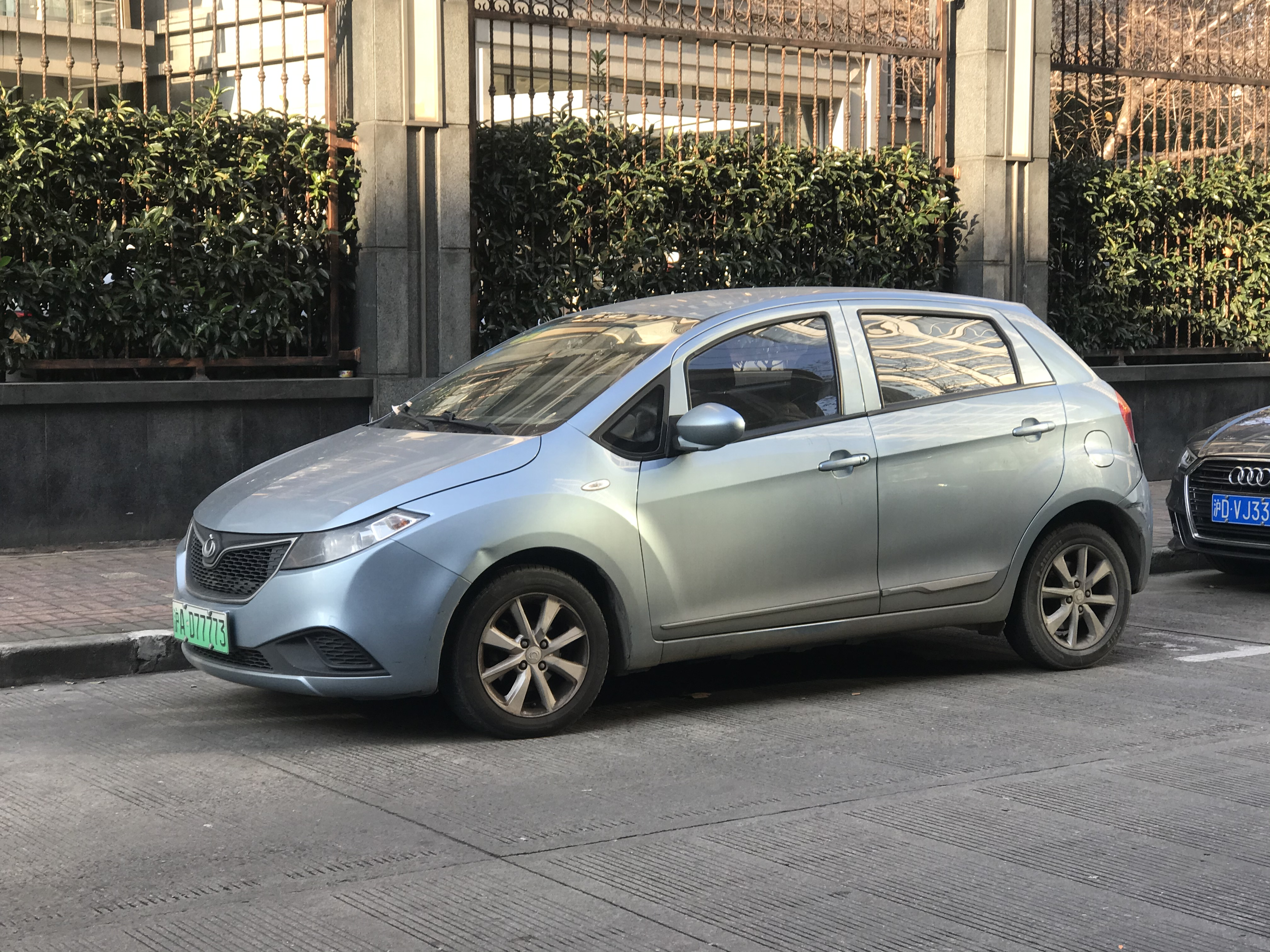
Kandi K17A EV
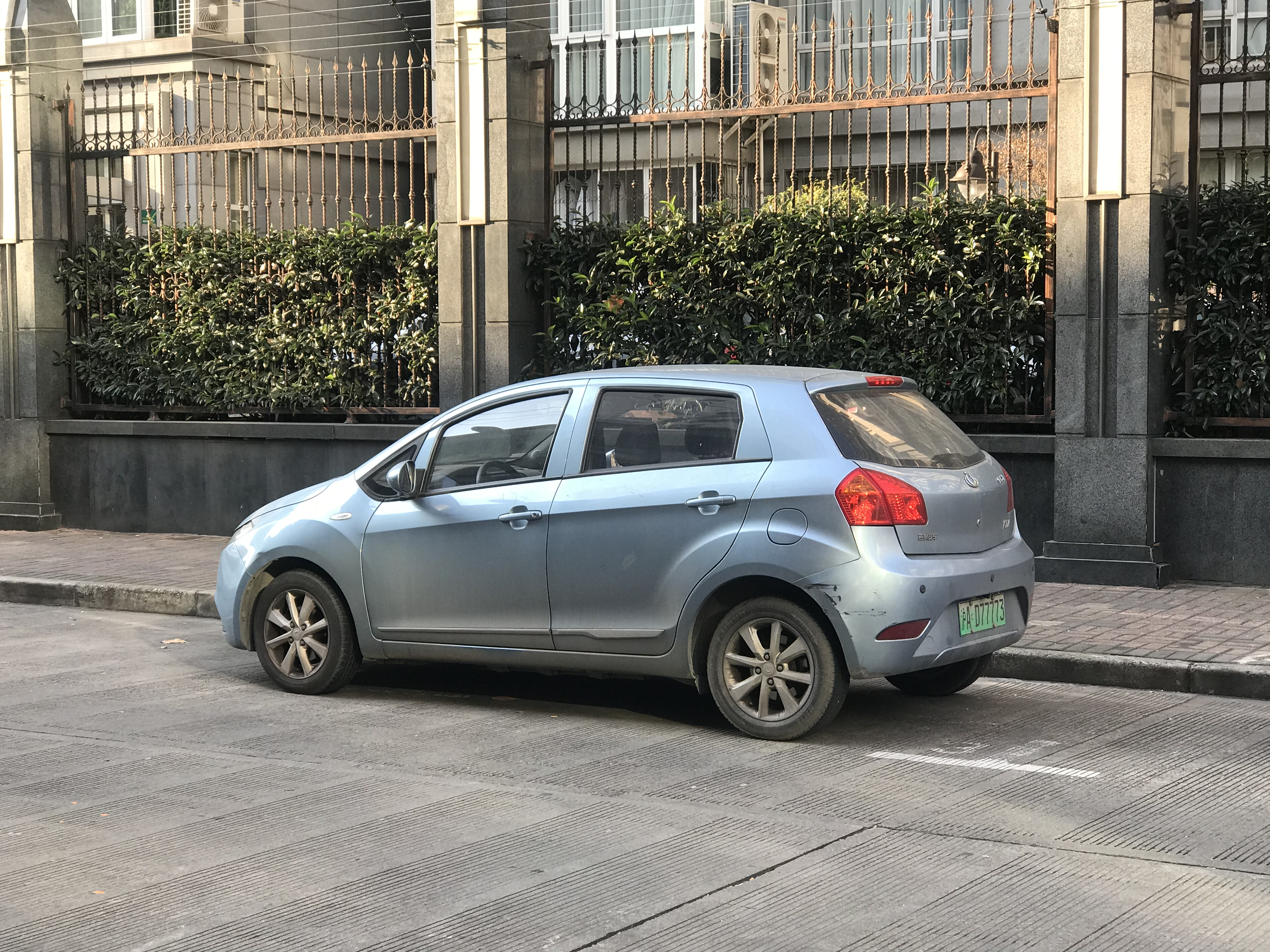
Kandi K17A EV
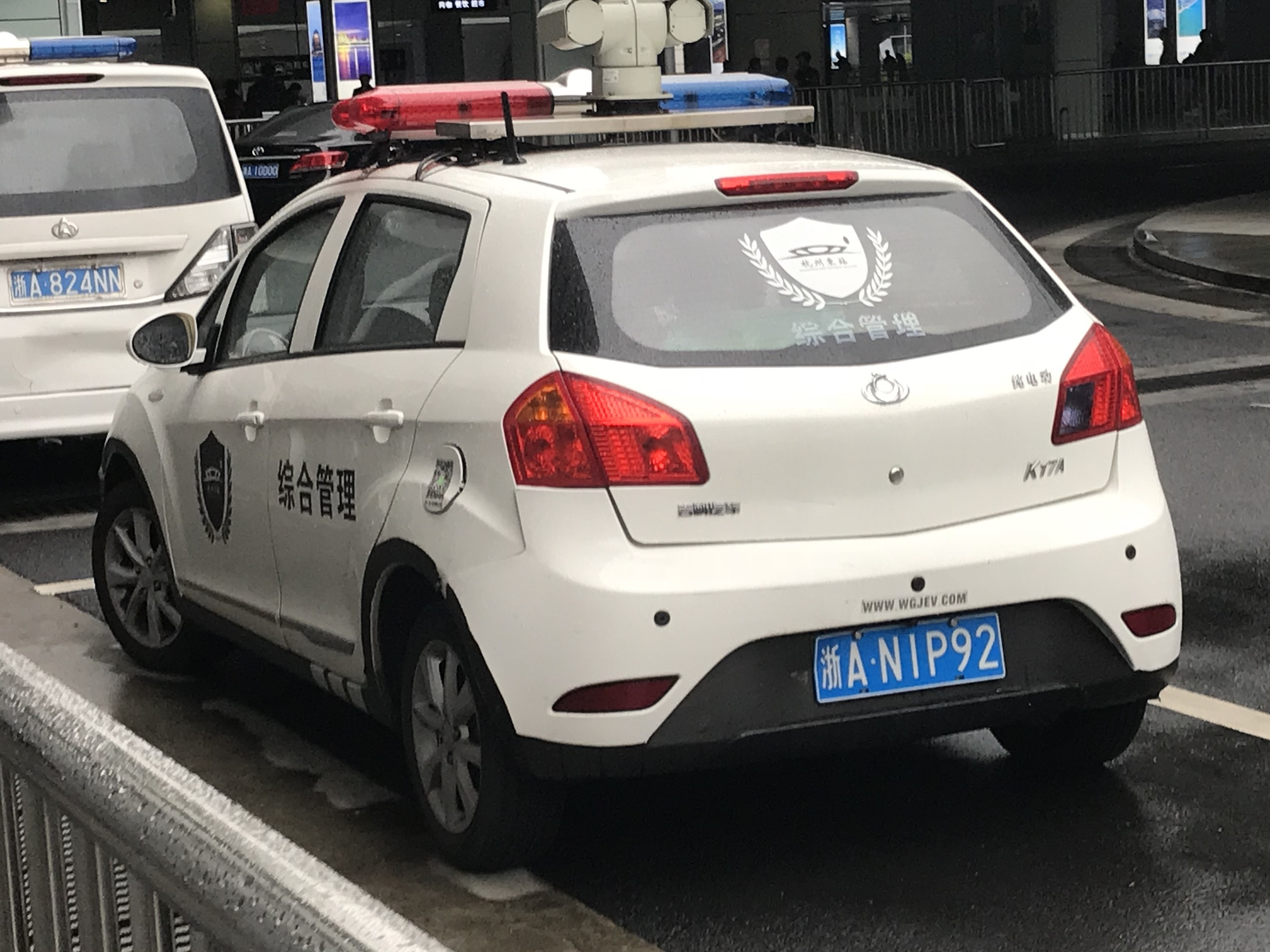
Автомобиль ДПС